# Västra Lairoträsket
Västra Lairoträsket är en sjö i Sorsele kommun i Lappland och ingår i Umeälvens huvudavrinningsområde. Sjön har en area på 0,647 kvadratkilometer och ligger 535 meter över havet. Sjön avvattnas av vattendraget Västra Lairobäcken.

## Delavrinningsområde
Västra Lairoträsket ingår i det delavrinningsområde (729698-157188) som SMHI kallar för Utloppet av Västra Lairoträsket. Medelhöjden är 562 meter över havet och ytan är 13,2 kvadratkilometer. Det finns inga avrinningsområden uppströms utan avrinningsområdet är högsta punkten. Västra Lairobäcken som avvattnar avrinningsområdet har biflödesordning 3, vilket innebär att vattnet flödar genom totalt 3 vattendrag innan det når havet efter 351 kilometer. Avrinningsområdet består mestadels av skog (50 procent) och sankmarker (45 procent). Avrinningsområdet har 0,65 kvadratkilometer vattenytor vilket ger det en sjöprocent på 4,9 procent.